# Tue West
Tue West (født 25. april 1977 i Hundested) er en dansk sangskriver, sanger, guitarist, pianist, trommeslager og producer. West debuterede i 2003 og har siden udgivet seks soloalbums på dansk, samt et engelsksproget album med trioen Jaruni, Moura and Wesko.

## Tidlige liv
Opvokset i Hundested i Nordsjælland i et hjem med et klaver og startede med at spille trommer som 3-årig. Som 10-årig dannede Tue West i 1987 sit første band med selvkomponerede sange, en duo sammen med sin fætter. Fætteren spillede guitar og sang og Tue spillede trommer og sang. Samtidig var musikmiljøet i havnebyen Hundested på højt blus og især bluesmusikken var selvskreven og Tue engagerede sig hyppigt i forskellige lokale bands, ligesom han fra 1995-1997 komponerede musik til og instruerede et lokalt musikteater. Fra 1998-2001 fordybede Tue sig i jazzmusikken, det københavnske musikmiljø og trommespillet, og det bragte ham bl.a i 2001 til Betty Nansen Teatret i København, hvor han spillede trommer på teaterstykket Den Store Bastian. I alle disse perioder holdt han løst og fast ved sangskrivningen, teksterne og melodierne og samme år havde han på en sommerhustur indspillet to egne sange for første gang. Tue begyndte at spille mindre koncerter som forsanger og dermed startede rejsen som sangskriver, solist og producer og i 2003 fik sangene premiere ved debutudgivelsen.

## Karriere
I efteråret 2002 fik Tue West forbindelse til pladebranchen, da hans engelsksprogede sange vakte interesse hos EMI. I samme periode hørte P3 nogle nytilkomne dansksprogede sange og to af disse sange, "Tanken om dig" og "Hun er fri (Kvinden og lottokuglerne)" fik lovet spilletid på DRs P3 som en del af KarriereKanonen. Universal Records havde også hørt sangene og tilbød ham dermed en pladekontrakt straks, hvilket West tog imod, og han gik i første halvår af 2003 i gang med at indspille sit debutalbum i Medley-studierne i København. Debuten blev produceret og indspillet af Rune Westberg (bas, guitarer) og Tue West (Trommer, tangenter) i samarbejde med guitaristen Daniel Davidsen.
Debutalbummet Tue West udkom 6. oktober 2003 og solgte 55.000 eksemplarer. Albummet lå i 23 uger på den officielle danske top 20-salgsliste i løbet af foråret og sommeren 2004.
West modtog i den tid flere musikpriser, bl.a Statens Kunstfonds pris for rytmisk musik, P3's Talentpris i december 2003 og en Danish Music Award for Årets Bedste Popudgivelse i marts 2005. Han blev desuden nomineret til flere andre pris ved samme prisoverrækkelse. I perioden 2004-2005 spillede han mere end 100 koncerter årligt over hele landet.
18. oktober 2004 udgav han dvd'en Sommeren gik, som rummer musikvideoer, interview og liveoptagelser fra de mange koncerter.
Efter en kort pause begyndte han i foråret 2005 at indspille opfølgeren til debutalbummet. Han gik i studiet sammen med guitaristen Mads Wegner og produceren Rune Westberg, som også var med på debutalbummet. Det nye album fik titlen Meldingen kommer og udkom 8. august 2005. Singlen "Tankespind" blev Ugens Uundgåelige og albummet tilbragte fire uger på den officielle danske top 20-liste.
Samme år medvirkede han desuden, med en fortolkning af sangen "De fjorten astronauter", på Kim Larsen-hyldestalbummet Værsgo 2, som udkom 6. december 2005.
I januar 2006 tog West på Danmarksturné sammen med Mads Wegner og Tore Nissen, som blev hans nye trio-band. Mads Wegner spillede guitar, og Tore Nissen spillede synth-bas, keyboards og klaver, mens West selv spillede trommer og sang. Turneen varede det meste af året. I efteråret gik West og bandet atter i studiet for at indspille et nyt album, men indspilningerne trak ud, og albummet med titlen Vi er nået hertil kom først på gaden 3. marts 2008. Efter udgivelsen tog West med et nyt band bestående af Anders Kaehne (guitar), Hans Finn Møller (bas) og Troels Drasbech (trommer) på turné.
I 2009 medvirkede Tue West på udgivelsen En hyldest til Sebastian, hvor han fortolkede nummeret "Rose".
Den næste plade fra Tue West blev udgivet 31. Maj 2010 og fik navnet Lige ved og næsten. Dette var det første album med West som producer og albummet blev indspillet i en kælder på Østerbro. Albummet fik bl.a en fire stjernet anmeldelse i GAFFA og indeholder bl.a sangene "Alt det de sku imod alt det de ku" og "Kender du.."
Efteråret 2011 blev præget af en synkron-udgivelse. Den engelsksprogede trio Jaruni, Moura and Wesko (Claus Funch, Emma Fleming, Tue West) udgav deres debut, der blev modtaget med roser fra bl.a GAFFA og Politiken. Samme dag udkom Tue West med sit 5. udspil Ikke regulere mere, hvorfra nummeret "Vi lægger ingenting i dage" kommer, og hvor West kunne fremvise en noget mørkere og melankolsk side end tidligere.
West udgav sit første opsamlingspladen kaldet En anderledes opsamling i 2013. En udgivelse der satte punktum for ti år arbejde som sangskriver.
I marts 2016 udkom albummet Der er ingen der venter på os og i november 2015 udgav han singlen "Vi fik ikke nogen besked" (feat. Mads Mouritz). Albummet blev nomineret til prisen "Årets Udgivelse" ved Danish Music Awards Folk i november dette år.
I efteråret 2020 medvirkede West som skuespiller og musiker i teaterkoncerten CV Jørgensen skabt af instruktør Nikolaj Cederholm og komponist og musikalsk arrangør Kåre Bjerkø.
Han udgav sit syvende album, Frihed til at være en fange, i 2021. Det var blevet skrevet i Island og Danmark.
I 2022 var west arrangør, sangskriver og musiker på Kronborgs HamletScenen i en musikalsk og moderne fortolkning af Shakespeares sonetter.

## Diskografi

### Solo
- Tue West (Universal, 2003)
- Meldingen kommer (Universal, 2005)
- Vi er nået hertil (Universal, 2008)
- Lige ved og næsten (EMI, 2010)
- Ikke regulere mere (VME, 2011)
- Der er ingen der venter på os (Target, 2016)
- Frihed til at være en fange (Target, 2021)

### Opsamlingsalbum
- En anderledes opsamling (VME, 2013)

### Som Jaruni, Moura and Wesko
- Are There Any People Around Here! (VME, 2011)